# Куватов, Гумер Галимович
Гумер Галимович Куватов  (Куватов Гумер Мухамедгалимович, баш. Ҡыуатов Ғүмәр Мөхәммәтғалим улы, 1893—1946) — активный участник Башкирского национального движения, нарком Здравоохранения БАССР (1919—1928), общественный и государственный деятель, хирург.

## Биография
Родился 10 января 1893 года в деревне Куватово-Бикбердино Усерганской волости Орского уезда Оренбургской губернии (ныне — село Утягулово в Зианчуринском районе Башкортостана). Происходил из башкирского дворянского рода Куватовых. Сын Мухаметгалима Куватова, брат Усмана Куватова.
В 1912 году окончил Оренбургскую гимназию, а в 1917 году — обучался в медицинском факультете Казанского университета, с получением диплома хирурга. После Февральской революции, Гумер Куватов стал активным участником Башкирского национального движения, участвует в работе III Всебашкирского курултая, во время работы которого его включают в состав органов управления автономной республики Башкурдистан и избирают в состав предпарламента — Малого Курултая, а его брат — Усман Куватов — стал членом Башкирского Правительства. Затем Куватов стал хирургом и начальником военного госпиталя. Избран депутатом Учредительного собрания от Уфимского избирательного округа по списку № 11 (башкиры-федералисты). Участник заседания Учредительного собрания 5 января 1918. Был членом Комуча и участвовал в заседаниях от имени башкир-федералистов.
Решением Башревкома от 23 мая 1919 года, Куватов Гумер Галимович был назначен первым в истории республики наркомом здравоохранения БАССР и занимал эту должность до 1928 года. С первых же дней он активно начинает организацию лечебно-профилактической работы в республике, а также борьбу с эпидемиями (сыпной тиф, холера и другими) и голодом 1921—1922 годов. Среди населения развернулась санитарно-просветительная работа по вопросам личной гигиены, борьбы с эпидемией и другой тематике путём чтения лекций, распространения листовок, брошюр и плакатов как на русском, так и на башкирском языках. В дальнейшем, Гумер Галимович, занимая должность Наркома по здравоохранению, сыграл большую роль в создании и укреплении аппарата своего комиссариата, в развитии лечебной сети, подготовке и воспитании медицинских кадров, организации системы охраны материнства и детства в республике, а также принимал самое активное участие в создании и становлении Уфимского института глазных болезней, в оснащении его оборудованием и медицинским инструментарием зарубежных фирм.
В 1928 году Куватова назначают полномочным представителем правительства БАССР в Президиуме ВЦИК. В 1930 году он поступает в аспирантуру Института высшей нервной деятельности при Коммунистической академии им. Я. М. Свердлова в Москве. В 1931—1932 годах Куватов Гумер назначен на должность заместителя директора Института Красной профессуры. Затем в течение длительного времени занимал ответственные должности в Институте высшей нервной деятельности и Всесоюзном институте экспериментальной медицины. Также Куватовым опубликован ряд научных трудов по вопросам высшей нервной деятельности.
В 1938 году, 25 января по рассмотрению дела Ленинградским райкомом о дворянском происхождении Куватова, избрании его на должность председателя земской управы, за связь и утаивание о родном брате, бывшим членом контрреволюционного Башкирского Правительства, ему вынесли строгий выговор.
С началом Великой Отечественной войны профессор Куватов был в рядах Советской армии, работая на ответственных должностях в военных госпиталях Московской области. Начиная с 1942 начальник краевой госпитальной базы. В 1945 году Гумера Галимовича назначают главным врачом Московской области физиотерапевтической больницы.
Умер 6 июня 1946 года в Москве и был похоронен на Новодевичьем кладбище.

## Память
Именем Гумера Галимовича Куватова названы:
- Республиканская клиническая больница в столице Башкортостана.
- Улица в Калининском районе города Уфы.